# Teuneven
Het Teuneven is een klein ven gelegen in het Belgische dorp Molenbeersel in de provincie Limburg.
De naam Teuneven is afkomstig van een nabij gelegen boerderij "Teunen", dewelke momenteel niet meer bestaat. Op oude kadasterplannen staat dit ven aangeduide als "Vlasven". Deze oudere naamgeving is afkomstig van een oude activiteit, genaamd "vlassen". Vroeger werd in dit ven het  vlas "geroot" oftewel gerot. Waar het ven zich nu situeert, was er vroeger een laagte (ook wel een "koel" genoemd).
Omstreeks 1930 werd deze gemeente-eigendom verpacht. Rondom het perceel bevond zich een afwateringsgracht en was er houtopslag. Na opzegging van de pachtovereenkomst werd het perceel door de gemeente beplant met Canadabomen. Deze Canadabomen werden in 1996 gerooid.
In het najaar van 1999 werd het ven in zijn oorspronkelijke vorm hersteld in het kader van het GNOP, optie 6 "Uitvoering van het gemeentelijk natuurontwikkelingsplan".